# Túnel da Avenida João XXI (Lisboa)
O túnel da Avenida João XXI é uma infraestrutura rodoviária em Lisboa, inaugurada em 1997, que liga o Campo Pequeno (junto ao cruzamento com a Avenida Defensores de Chaves) à Avenida Afonso Costa, no Areeiro, tendo duas saídas secundárias, uma junto à Avenida Almirante Reis e a segunda na Avenida Gago Coutinho. O comprimento máximo do túnel é de 1490m; contabilizando todas as saídas, a estrutura subterrânea estende-se ao longo de 1768m. A velocidade máxima permitida no túnel é de 50 km/h.